# Malá Domaša
Malá Domaša é um município da Eslováquia, situado no distrito de Vranov nad Topľou, na região de Prešov. Tem 5,66 km² de área e sua população em 2018 foi estimada em 572 habitantes.

## Demografia
| Ano:        | 1994 | 2004    | 2014    | 2024    |
| ----------- | ---- | ------- | ------- | ------- |
| Broj ljudi: | 409  | 451     | 508     | 706     |
| Razlika:    |      | +10,26% | +12,63% | +38,97% |

| Ano:               | 2023 | 2024   |
| ------------------ | ---- | ------ |
| Número de pessoas: | 691  | 706    |
| Diferença:         |      | +2,17% |